# Кратки опружач палца
Кратки опружач палца стопала (КОПП)  је кратак мишић који се налази у задњем делу стопала, између петне кости и проксималне фаланге палца. Уз кратки опружач пртију спада у групу леђних мишића стопала. Понекад се влакна ова два мишића стапају, чинећи један мишић који опружа ножне прсте.
Радећи у синергији са дугим опружачем палца, главна функција овог мишића је да помогне у екстензији палца стопала у метатарзофалангеалном зглобу.

## Анатомија
Кратак и витак мишић екстензор халлуцис бревис се налази у бочној страни доњег дела стопала. Потиче из горњег аспекта калканеуса , одмах позади од калканеокубоидног зглоба. Тече медијално преко дорзума стопала, одајући тетиву која се умеће у базу проксималне фаланге халукса 

### Односи
Лежећи медијално од од дугог опружача прстију  кратки опружач палца је најмедијалнији дорзални мишић стопала. Заједно са осталим структурама које се налазе у овом одељку стопала, кратки опружач палца је прекривен дубоким слојем фасције стопала , која је наставак дубоке фасције ноге (крурална фасција). 
Унутар самог дорзалног одељка стопала, кратки опружач палца иде дубоко до тетива доњег флексора ретинакулума и дугог опружача палца док покрива дорзалну стопала и дубоки фибуларни (перонеални) нерв . 
Тело кратког опружача палца и дугог опружач палца  формирају малу избочину антериорно у односу на латерални малеолус. Ова избочина је приметна и лако опипљиво када су оба мишића активна. 

### Инервација
Кратки опружач палца инервира дубоки фибуларни (перонеални) нерв (пореклом из  Л5-С1 лумбосакралног плексуса).

### Снабдевање крвљу
Кратки опружач палца крвљу снабдева дорзалне артерија стопала, која је наставак предње тибијалне артерије.

## Функција
Делујући заједно са дугим опружачем палца, овај мишић опружа палац у метатарзофалангеалном зглобу. Ова акција доводи до враћања палца из савијеног у неутрални положај, или до повлачења изнад тла ако се контракција настави (хиперекстензија). Овај покрет је важан у ходу , јер подизање ножног палца од тла олакшава ходање и трчање.

## Галерија
- Ext. hallucis brevis labeled at center.
- Dorsum of foot. Deep dissection.
- Dorsum of foot. Deep dissection.